# Der große Sprung
Der große Sprung ist ein heiterer Ski- und Sportfilm, den Arnold Fanck nach eigenem Drehbuch 1927 für die UFA realisierte. Das Szenenbild und die Bauten erstellte Erich Czerwonski. Die Photographie lag in den Händen von Sepp Allgeier, Hans Schneeberger, Albert Benitz, Richard Angst, Kurt Neubert und Charles Métain. Unter den Darstellern sind Leni Riefenstahl, Luis Trenker und der Berliner Kabarettist Paul Graetz. Der Tiroler Kameramann und Skiartist Hans Schneeberger spielte die Hauptrolle des Michael Treuherz.

## Handlung
Gita hütet die Ziegen in einem Bergdorf in den Dolomiten an der Grenze zwischen Österreich und Italien. Ebenso rührend wie um ihre Lieblingsziege Pippa kümmert sie sich um ihre jüngeren Geschwister. Gita ist eine selbstbewusste junge Frau, und wenn ihr Verehrer lästig werden, entweicht sie auf bloßen Füßen ins Gebirge. Mit dem Schäfer Toni, ihrem Bergkameraden, der beinahe ebenso gut klettern kann wie sie, ist sie seit langem befreundet.
Aus der Großstadt kommt der reiche Michel Treuherz auf der Suche nach Erholung in die Berge. Als er Gita kennenlernt, verliebt er sich sogleich in sie. Toni gefällt das gar nicht, denn auch er hat Gita lieb gewonnen. Während jedoch Michel mit allen Vorzügen eines gentleman aufwarten kann, der Gita durch weltgewandtes Auftreten beeindruckt, droht der eher bescheidene Hinterwäldler Toni ins Hintertreffen zu geraten.
Um Gitas Herz vollends zu erringen, müsste Michel erst noch bei dem alljährlich veranstalteten Bauern-Skirennen Sieger werden. Michel aber hat noch nie auf Brettern gestanden. Also lernt er, zuerst von Toni und dann von Gita, die sich selbst als Ersten Preis ausgesetzt hat, das Skifahren. Sein pfiffiger Diener Paule kann ihm dabei mit einigen erfindungsreichen Einfällen wie einem aufblasbaren Skianzug zum Schutz vor Sturzverletzungen helfen. Damit gelingt es Michel schließlich, sowohl das Rennen als auch Gitas Herz zu gewinnen.

## Hintergrund

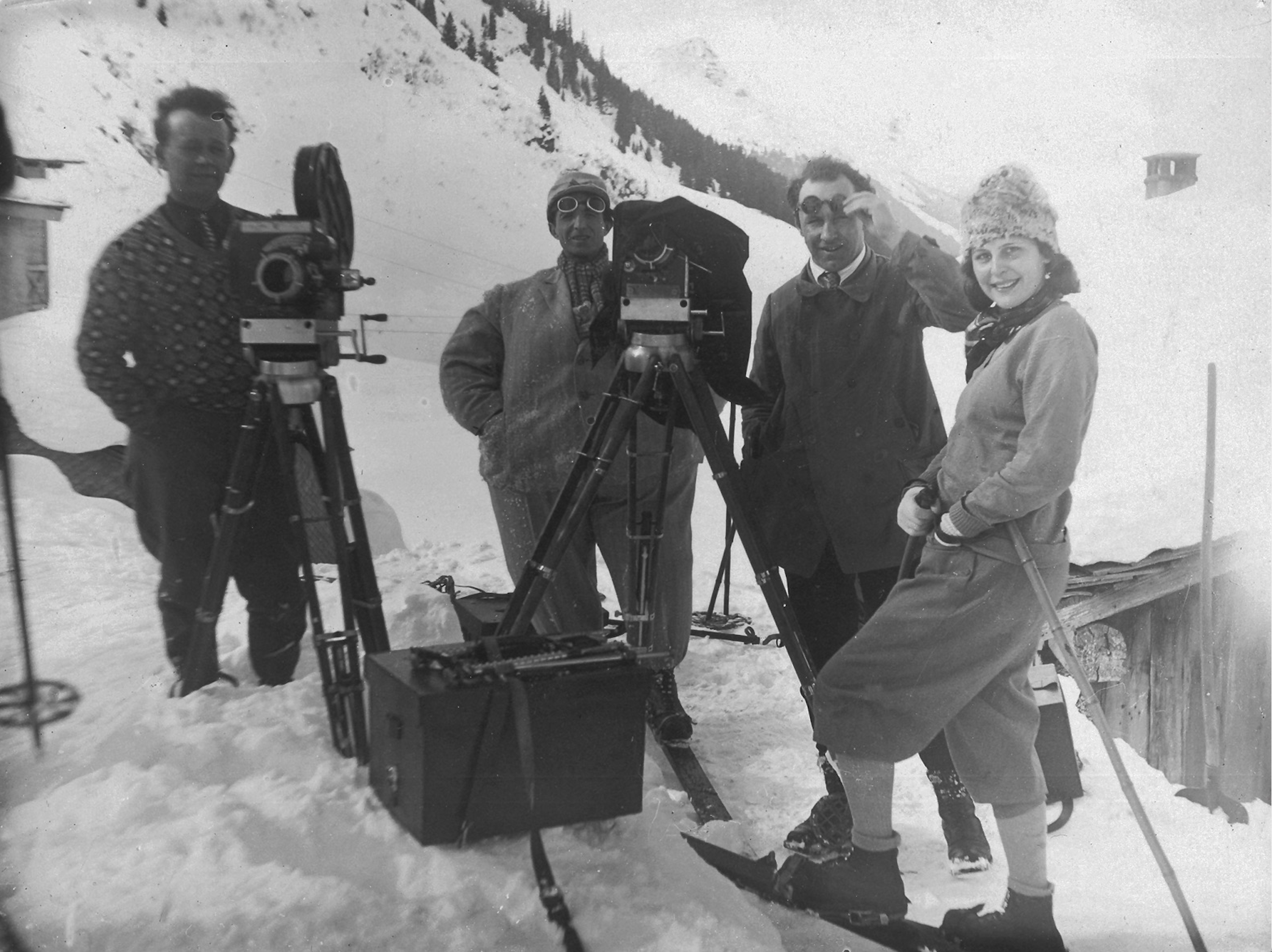
Dreharbeiten (1927)

Die Dreharbeiten fanden von Mai 1927 bis November 1927 in den Dolomiten statt. Die Winter- und Skiszenen wurden im Arlberggebiet bei Stuben und Zürs aufgenommen. Die Produktionsleitung hatte Ernst Krieger. Der Berliner Filmprüfstelle lag Der große Sprung zur Zensur am 20. Dezember 1927 vor und wurde unter der Prüfnummer B.17658 für „jugendfrei“ erklärt. Auch nach einer weiteren Prüfung am 14. Januar 1928 unter der Prüfnummer B.17914 blieb es bei diesem Ergebnis. Der Film wurde am 22. Dezember 1927 im UFA-Palast am Zoo in Berlin uraufgeführt. Im Verleih der UFA wurde er auch in England, Frankreich, Italien, Portugal, Dänemark und Polen gezeigt.
Die Musik zu Der große Sprung komponierte Werner Richard Heymann, der wie auch Paul Graetz als Künstler jüdischer Herkunft nach der Machtergreifung der Nationalsozialisten 1933 aus Deutschland emigrierte. Da seine Partituren verschollen sind, spielte Neil Brand anlässlich der Restaurierung des Films durch die Friedrich-Wilhelm-Murnau-Stiftung 2005 eine neue Musik ein. Der israelische Musiker Tal Balshai versuchte im Jahr 2013 eine Begleitmusik auf der Grundlage von Heymanns Kompositionen zu rekonstruieren.
Oskar Kalbus wusste 1934 zu berichten: „Im Heiligen Berg hatte Leni Riefenstahl nur Ski laufen und tanzen müssen. Fanck traute ihr noch weit mehr zu. Er gab ihr eines Tages zur Lektüre ein neues Manuskript. Es war ein Filmlustspiel und hieß Der Große Sprung (1927). Leni Riefenstahl las es durch, zweimal, dreimal. Beim dritten Mal war sie fest entschlossen, kleinmütig einzugestehen, daß sie sich den physischen Anforderungen der Hauptrolle nicht gewachsen fühlte. Da überrumpelte sie Fanck […] Leni Riefenstahl ist eine kühne Bergsteigerin geworden.“

## Rezeption
In der österreichischen Filmzeitschrift Mein Film hieß es 1928: „Jedermann, der die Berge und die Märchenschönheit der winterlichen Natur liebt, wird dieses neue Werk Arnold Fancks mit Freude begrüßen […] Der Film bietet wundervolle Naturaufnahmen, fabelhafte sportliche und durchwegs erfreuliche schauspielerische Leistungen.“ In der deutschen Zeitung „Bohemia“ schrieb ein unbekannter Rezensent 1928 begeistert: „Das ist gar kein Film wie ein anderer, das ist ein Hymnus auf die Wunder der Körperbeherrschung. Hier wird der Sport zum bacchischen Tanz. Dieser Film nimmt den Rhythmus der Panflöte auf, und ein neues Griechentum schlägt Purzelbäume danach. Aber wer kann sagen, wie und was dieser Film ist – er fällt nicht in die Kompetenz der Kritik. Herumdeuten an ihm ist zwecklos. Gehet hin und sehet …“
Viele heutige Kritiker betonen den Unterschied zu Fancks früheren Bergfilmen und bemühen Bezeichnungen wie Stummfilmkomödie, Klamaukkomödie, Sportlustspiel oder Groteske, um dem Subgenre näher zu kommen: „Fanck persiflierte mit dieser Klamaukkomödie die Themen seiner bisherigen Filme, ohne allerdings auf Ski- und Sportakrobatik zu verzichten. Doch die Komik ist nicht frei von einer gewissen Angestrengtheit.“ oder: „Das für die UFA produzierte Sportlustspiel ‚Der große Sprung‘ hat nichts vom schweren Ernst der früheren Filme Arnold Fancks. Im Gegenteil: Der Film ist eine unterhaltsame, farbenfrohe Groteske, und Fanck persifliert hier schonungslos das von ihm selbst begründete Genre des Bergfilms.“
Unbestritten ist hingegen die Leistung der Photographen, welche gleichermaßen technischer wie sportlicher Art war: „Der Fanck’sche Kamerastil beeinflußte das ganze deutsche Filmschaffen […] Aus der ‚Freiburger Kameraschule‘ gingen die wegbereitenden Kameraleute Sepp Allgeier, Hans Schneeberger, Richard Angst, Albert Benitz, Kurt Neubert, Walter Riml, Hans Ertl u. a. hervor […] Fancks filmisches Schaffen bewegte sich – und deshalb zählen wir ihn mit Recht zu den Avantgardisten – stets abseits von den schablonenhaften und mitunter ausgefahrenen Gleisen der üblichen Filmarbeit.“ Die Arbeit der Kameramänner sei für den Erfolg der Fanck’schen Filme mit verantwortlich: „Diese Kameramänner […] experimentieren mit immer wieder neuen Kameras, Objektiven und verschiedensten Blickwinkeln und sie finden zahlreiche neue Herausforderungen, um die Kamera vom Stativ zu lösen und sie ‚beweglich‘ zu machen.“
Hervorgehoben wurde auch das Auftreten des vom Berliner „Kabarett der Komiker“ bekannten Schauspielers Paul Graetz als Diener Paule. Graetz wirkte bei mehreren heiteren Filmen in kleinen Rollen mit, doch was er im Großen Sprung „an Komik bietet, belebt den Film aufs Köstlichste. Erstaunlich ist auch, wie überraschend komisch Hans Schneeberger, der ja hauptberuflich Kameramann war, seine Rolle als hypochondrischer Millionär an Graetz’ Seite ausfüllt; man darf annehmen, daß dafür wohl auch das Zusammenspiel mit Graetz verantwortlich ist.“ Graetz wurde engagiert, weil der Film ein Lustspiel war. Er machte seine Sache so gut, „daß nach Paules Abreise sämtliche braven Tiroler in Stuben und Umgebung des Arlberges prächtig ‚berlinerten‘ … Paule liebte Berlin wie kaum ein anderer und gehörte zu dieser Stadt wie sein Kollege Max Adalbert oder wie die großen Vorbilder des Berliner Mutterwitzes, der Schlagfertigkeit, Keßheit und Kodderschnauze, Heinrich Zille oder Adolf Glaßbrenner.“

## Wiederaufführungen
Der deutsche Alpenverein stellte anlässlich der Ausstellung „Rausch der Bewegung. Unbekannte Ski-Impressionen von Arnold Fanck“ Werke des Bergfilmpioniers vor, darunter auch Der große Sprung. Die Einführung hielt Matthias Fanck, der Enkel des Bergfilmpioniers und Kurator der Studioausstellung. Begleitet wurde der Film vom renommierten Jazzpianisten und Komponisten Michael Lösch aus Meran.
Beim  59. Trento Film Festival (24. April – 4. Mai 2011) wurde der Film mit live-Begleitung durch die Musiker Mario Brunello, Cello und Saverio Tasca, Percussion sowie den Trentino Mountaineering Association Choir, den Mauro Pedrotti dirigierte, wiederaufgeführt.
Der Jerusalemer Musiker Tal Balshai vertonte den Film auf der Grundlage von Heymanns Musik für die Wiederaufführung beim Festival „Das gibt’s nur einmal“ am 21. Juli 2013 im Kino Babylon Berlin-Mitte neu. Elisabeth Trautwein-Heymann, die Tochter des Komponisten, führte in den Film ein.
Der Kulturkanal Arte zeigte den Film im deutschen Fernsehen in der Nacht zum 30. Oktober 2013 in der restaurierten Fassung.